# Billy Crystal
William Edward (Billy) Crystal (ur. 14 marca 1948 w Long Beach) – amerykański aktor, pisarz, komik i producent filmowy.
Dostał nominację do nagrody Emmy za udział w programie Saturday Night Live. Dziewięciokrotny gospodarz gali oskarowej.

## Młodość
Urodził się na Manhattanie w rodzinie żydowskiej. Dorastał na Long Beach w stanie Nowy Jork. Matka Helen była gospodynią domową, a ojciec Jack Crystal kierownikiem wytwórni płytowej i producentem muzycznym. Jego wujek, Milt Gabler także zajmował się muzyką, a brat, Richard „Rip” Crystal został producentem telewizyjnym. Crystal dorastał w żydowskiej rodzinie, którą opisał jako „dużą” i „kochającą”.
Po skończeniu szkoły średniej, dzięki stypendium sportowemu dostał się na Marshall University w Huntington w Wirginii Zachodniej. Nigdy jednak nie grał, ponieważ program został zawieszony podczas pierwszego roku. Z drugiego roku zrezygnował i wrócił do Nowego Jorku ze swoją przyszłą żoną, Janice Goldfinger. Tam rozpoczął naukę w Nassau Community College, a później na Uniwersytecie nowojorskim, który ukończył w 1970.

## Kariera

### Telewizja
Studiując na Uniwersytecie Nowojorskim film i reżyserię, kształcił się pod okiem Martina Scorsese. W tym czasie zaczął się już regularnie pojawiać w różnych programach telewizyjnych. W 1976 r. wystąpił w jednym z odcinków serialu All in the Family. Rok wcześniej miał się pojawić w pierwszym odcinku programu NBC Saturday Night (później przemianowanego na Saturday Night Live), ale jego skecz został wycięty. Pojawił się w nim za to kilka miesięcy później, jako komik.
W 1977 otrzymał swoją pierwszą znaczącą rolę w serialu Soap, gdzie grał Jodiego Dallasa. Był to pierwszy homoseksualny bohater tak jednoznacznie przedstawiony w amerykańskim serialu telewizyjnym. Jego produkcja trwała do 1981 roku.
W 1982 Crystal został gospodarzem własnego programu pt. The Billy Crystal Comedy Hour w telewizji NBC, ale powstało tylko pięć odcinków.

### Film
W 1978 r. zadebiutował na dużym ekranie w filmie Test królika. We wczesnych latach 80. pojawiał też w takich teleturniejach jak: The Hollywood Squares, All Star Secrets i Piramida. W 1984 r. wystąpił gościnnie w filmie Roba Reinera, Oto Spinal Tap jako mim Morty. Ten sam reżyser zaangażował go później do występów w Narzeczonej dla księcia (1987) oraz w Kiedy Harry poznał Sally (1989), za który Crystal otrzymał nominację do Złotego Globu.
W 1991 r. dostał główną rolę w przebojowej komedii, Sułtani westernu. Film odniósł komercyjny sukces i zdobył przychylność krytyków, a Crystalowi dał drugą nominację do Złotego Globu. Trzy lata później powstała jego kontynuacja pt. Złoto dla naiwnych: Z powrotem w siodle.
Po tych sukcesach Crystal zabrał się za reżyserię i nakręcił według własnego scenariusza Komika na sobotę (1992) oraz Zapomnij o Paryżu (1995). Otrzymał też propozycję podłożenia głosu pod Buzza Astrala z filmu animowanego Toy Story (1995) ale ją odrzucił, czego później żałował. W 1999 r. wystąpił w popularnej komedii Depresja gangstera, a w 2002 r. w jej drugiej części.
W 2001 r. ponownie zabrał się za reżyserię i nakręcił telewizyjny film 61*, za który otrzymał nominację do Nagrody Emmy.
W 1990 r. po raz pierwszy został gospodarzem oscarowej gali, a ponieważ bardzo dobrze sprawdził się w tej roli poprowadził ją jeszcze w latach 1990–1993, 1997, 1998, 2000 i 2004. Podobno w 2006 r. odrzucił propozycję przewodniczenia uroczystości, by skupić się na swoim programie 700 Sundays. 10 listopada 2011 r. ogłoszono, że Crystal powróci jako gospodarz Oscarów w 2012 r. po tym, jak Eddie Murphy wycofał się z jej prowadzenia.

## Działalność charytatywna
W 1986 r. wspólnie z Robinem Williamsem i Whoopi Goldberg prowadził program Comic Relief w telewizji HBO, który zbierał pieniądze dla bezdomnych w Stanach Zjednoczonych.
6 września 2005 r. w programie The Tonight Show with Jay Leno, wspólnie z Jayem Leno podpisał motocykl Harley-Davidson, który został sprzedany na aukcji charytatywnej.
Na potrzeby Muzeum Tolerancji prowadzonego przez Centrum Szymona Wiesenthala w Los Angeles, nagrał wideo przedstawiające gościom część genealogiczną muzeum.

## Życie prywatne
W czerwcu 1970 r. poślubił Janice Goldfinger, z którą ma dwie córki. Jennifer jest aktorką, a Lindsay producentką. Mieszkają w Pacific Palisades w Kalifornii.

## Filmografia

### Scenarzysta
- 2005: Have a Nice Day
- 2001: Ulubieńcy Ameryki (America’s Sweethearts)
- 1998: Mój olbrzym (My Giant)
- 1995: Zapomnij o Paryżu (Forget Paris)
- 1994: Złoto dla naiwnych: Z powrotem w siodle (City Slickers II)
- 1992: Komik na sobotę (Mr. Saturday Night)
- 1991: Sessions
- 1988: Memories of Me
- 1988: An All-Star Toast to the Improv
- 1977–1986: Statek miłości (The Love Boat)

### Reżyser
- 2005: Have a Nice Day
- 2001: 61*
- 1995: Zapomnij o Paryżu (Forget Paris)
- 1992: Komik na sobotę (Mr. Saturday Night)

### Aktor
- 2012: Small Apartments jako Burt Walnut
- 2012: Wspólna chata (Parental Guidance) jako Artie Decker
- 2004: Ruchomy zamek Hauru (Hauru no ugoku shiro) jako Kalcyfer (głos, amerykański dubbing)
- 2002: Nowy samochód Mike’a (Mike’s New Car) jako Mike (głos)
- 2002: Nawrót depresji gangstera (Analyze That) jako dr Ben Sobel
- 2001: Potwory i spółka (Monsters, Inc.) jako Mike Wazowski (głos)
- 2001: Ulubieńcy Ameryki (America’s Sweethearts) jako Lee
- 1999: Depresja gangstera (Analyze This) jako Ben Sobel
- 1998: Mój przyjaciel olbrzym (My Giant) jako Sam Kamin
- 1997: Przejrzeć Harry’ego (Deconstructing Harry) jako Larry
- 1997: Jestem twym dzieckiem (I Am Your Child)
- 1997: Dzień ojca (Father's Day) jako Jack Lawrence
- 1996: Hamlet jako Grabarz
- 1995: Zapomnij o Paryżu (Forget Paris) jako Mickey Gordon
- 1994: Złoto dla naiwnych: Z powrotem w siodle (City Slickers II) jako Mitch Robbins
- 1992: Komik na sobotę (Mr. Saturday Night) jako Buddy Young Jr.
- 1991: Głosy, którym zależy (Voices that Care) jako członek chóru
- 1991: Sułtani westernu (City Slickers) jako Mitch Robbins
- 1989: Kiedy Harry poznał Sally (When Harry Met Sally...) jako Harry Burns
- 1988: Memories of Me jako Abbie
- 1987: Narzeczona dla księcia (The Princess Bride) jako Miracle Max
- 1987: Wyrzuć mamę z pociągu (Throw Momma from the Train) jako Larry
- 1986: Zapomnieć o strachu jako Danny Costanzo
- 1984: Oto Spinal Tap (This Is Spinal Tap) jako Morty the Mime
- 1980: Enola Gay: The Men, the Mission, the Atomic Bomb jako porucznik Jacob „Jake” Beser
- 1979: Olimpiada zwierząt (Animalympics) jako Rugs Turkell / Joey Gongolong / Art Antica (głos)
- 1979: Breaking Up Is Hard to Do
- 1978: Ludzkie uczucia (Human Feelings)
- 1978: Test królika (Rabbit Test) jako Lionel
- 1977: SST: Death Flight jako David
- 1977–1981: Soap jako Jodie Dallas

### Występy gościnne
- 2009–2020: Modern Family (Modern Family) jako on sam
- 1994–2004: Przyjaciele (Friends) jako Tim
- 1993–2004: Frasier jako Jack (głos)
- 1981–1982: Darkroom jako Paddy
- 1977–1986: Statek miłości (The Love Boat) jako Nieśmiały młodzieniec

### Producent
- 2001: 61*
- 2001: Ulubieńcy Ameryki (America’s Sweethearts)
- 1998: Mój olbrzym (My Giant)
- 1995: Zapomnij o Paryżu (Forget Paris)
- 1994: Złoto dla naiwnych: Z powrotem w siodle (City Slickers II)
- 1992: Komik na sobotę (Mr. Saturday Night)
- 1991: Sessions
- 1988: Memories of Me

### Producent wykonawczy
- 1999: Depresja gangstera (Analyze This)
- 1991: Sułtani westernu (City Slickers)
- 1986: Billy Crystal: Don't Get Me Started